# Temporada 2014 del Campeonato de Italia de Fórmula 4
El Campeonato de Italia de F4 2014 fue la temporada inaugural del Campeonato de Italia de F4, ya que reemplaza a la Fórmula Abarth. Comenzó el 8 de junio en Adria y terminó el 12 de octubre en Imola después de siete rondas de triple cabeza.
El campeonato fue ganado por el piloto canadiense Lance Stroll, miembro de la Ferrari Driver Academy, obteniendo 7 victorias generales y 3 victorias más de clase en 18 carreras en las que participó siendo que se perdió la ronda final en Imola debido a una lesión. Stroll, conduciendo para Prema Powerteam, terminó con 94 puntos de ventaja sobre su rival más cercano en el campeonato, Mattia Drudi del equipo F&M. Drudi ganó cuatro carreras en general, incluido un triplete en Monza, así como una victoria de clase en la última carrera de la temporada. El tercero en el campeonato fue para el piloto de Diegi Motorsport, Andrea Russo, con una victoria general en Adria, así como una victoria de clase en Mugello. Ukyo Sasahara de Euronova Racing by Fortec y su reemplazo, Andrea Fontana, fueron los únicos otros pilotos elegibles para obtener una victoria general, con victorias en Adria y Magione respectivamente. Fontana también logró una victoria de clase en Imola, mientras que SMP Racing e Ivan Matveev se llevaron la tercera victoria de clase de Imola. Prema Powerteam ganó el campeonato de equipos, 58 puntos por encima de Euronova Racing by Fortec.
En el Trofeo F4 italiano para pilotos mayores de 18 años, el campeonato estuvo dominado por Brandon Maïsano de Prema Powerteam. Maïsano ganó las primeras 10 carreras de la temporada y finalmente terminó la temporada con 17 victorias en la clase y 19 podios de las 21 carreras. Maïsano también logró seis victorias generales durante la temporada, pero no fue elegible para sumar puntos para el campeonato principal. Terminó con 176 puntos de ventaja sobre su próximo rival más cercano, Ali Al-Khalifa, quien se llevó una victoria en una sola clase en Magione. Keith Camilleri terminó tercero en su clase con nueve segundos puestos, mientras que Sennan Fielding fue el único otro piloto que participó en la clase; Logró tres victorias en su clase, incluida una victoria general en Imola, en sus seis largadas.

## Equipos y pilotos
| Equipo                    | N.º | Piloto               | Clase | Rondas    |
| ------------------------- | --- | -------------------- | ----- | --------- |
| SMP Racing by Euronova    | 2   | Ivan Matveev         |       | Todas     |
| Euronova Racing by Fortec | 3   | Ukyo Sasahara        |       | 1         |
| Euronova Racing by Fortec | 3   | Andrea Fontana       |       | 2–7       |
| Euronova Racing by Fortec | 4   | Leonardo Pulcini     |       | 1–5       |
| Euronova Racing by Fortec | 5   | Shinji Sawada        |       | 7         |
| Euronova Racing by Fortec | 85  | Sennan Fielding      | T     | 6–7       |
| DAV Racing                | 4   | Leonardo Pulcini     |       | 6–7       |
| DAV Racing                | 24  | Gustavo Bandeira     |       | 1–4       |
| Jenzer Motorsport         | 7   | Alain Valente        |       | Todas     |
| Jenzer Motorsport         | 8   | Lucas Mauron         |       | Todas     |
| Jenzer Motorsport         | 9   | Nico Rindlisbacher   |       | Todas     |
| Jenzer Motorsport         | 86  | Ali Al-Khalifa       | T     | Todas     |
| Malta Formula Racing      | 10  | Zackary Dante        |       | 1–5       |
| Malta Formula Racing      | 82  | Keith Camilleri      | T     | 1–3, 5, 7 |
| Antonelli Motorsport      | 12  | Andrea Russo         |       | 5–7       |
| Antonelli Motorsport      | 27  | Matteo Cairoli       |       | 1–2       |
| Antonelli Motorsport      | 28  | João Vieira          |       | Todas     |
| Antonelli Motorsport      | 29  | Jonathan Giudice     |       | 1–4       |
| Antonelli Motorsport      | 44  | Matteo Desideri      |       | 4–7       |
| F & M                     | 15  | Mahaveer Raghunathan |       | 2–7       |
| F & M                     | 21  | Mattia Drudi         |       | 2–7       |
| F & M                     | 23  | Giovanni Altoè       |       | 2–5       |
| Diegi Motorsport          | 12  | Andrea Russo         |       | 1–4       |
| Diegi Motorsport          | 29  | Jonathan Giudice     |       | 6–7       |
| Cram Motorsport           | 16  | Max Defourny         |       | 1         |
| Cram Motorsport           | 19  | Edi Haxhiu           |       | Todas     |
| Cram Motorsport           | 21  | Mattia Drudi         |       | 1         |
| Cram Motorsport           | 23  | Giovanni Altoè       |       | 1         |
| Cram Motorsport           | 26  | Robert Shwartzman    |       | 6–7       |
| Prema Powerteam           | 18  | Lance Stroll         |       | Todas     |
| Prema Powerteam           | 22  | Takashi Kasai        |       | 1–6       |
| Prema Powerteam           | 81  | Brandon Maïsano      | T     | Todas     |
| Israel F4                 | 55  | Bar Baruch           |       | Todas     |

| Icono | Significado                 |
| ----- | --------------------------- |
| T     | Clase de Trofeo F4 Italiano |

## Calendario de carreras y resultados
El calendario se publicó el 8 de febrero de 2014. La serie estaba programada para ser parte de los ACI Racing Weekends durante cinco rondas durante la temporada 2014, y las rondas en Monza y Montmeló se llevaron a cabo en apoyo del International GT Open. Sin embargo, la ronda final en Montmeló fue reemplazada por otra ronda de Imola, por lo que todas las rondas se disputaron en Italia.
| Ronda | Ronda | Circuito                               | Fecha            | Pole            | Vuelta rápida  | Piloto ganador  | Equipo ganador            | Trofeo de F4    |
| ----- | ----- | -------------------------------------- | ---------------- | --------------- | -------------- | --------------- | ------------------------- | --------------- |
| 1     | R1    | Adria International Raceway, Adria     | 8 de junio       | Lance Stroll    | Lance Stroll   | Lance Stroll    | Prema Powerteam           | Brandon Maïsano |
| 1     | R2    | Adria International Raceway, Adria     | 8 de junio       |                 | Lance Stroll   | Ukyo Sasahara   | Euronova Racing by Fortec | Brandon Maïsano |
| 1     | R3    | Adria International Raceway, Adria     | 8 de junio       | Lance Stroll    | Andrea Russo   | Andrea Russo    | Diegi Motorsport          | Brandon Maïsano |
| 2     | R1    | Autodromo Enzo e Dino Ferrari, Imola   | 28 de junio      | Lance Stroll    | Lance Stroll   | Lance Stroll    | Prema Powerteam           | Brandon Maïsano |
| 2     | R2    | Autodromo Enzo e Dino Ferrari, Imola   | 29 de junio      |                 | Lance Stroll   | Mattia Drudi    | F & M                     | Brandon Maïsano |
| 2     | R3    | Autodromo Enzo e Dino Ferrari, Imola   | 29 de junio      | Lance Stroll    | Mattia Drudi   | Lance Stroll    | Prema Powerteam           | Brandon Maïsano |
| 3     | R1    | Mugello Circuit, Scarperia e San Piero | 12 de julio      | Brandon Maïsano | Lance Stroll   | Brandon Maïsano | Prema Powerteam           | Brandon Maïsano |
| 3     | R2    | Mugello Circuit, Scarperia e San Piero | 13 de julio      |                 | Lance Stroll   | Lance Stroll    | Prema Powerteam           | Brandon Maïsano |
| 3     | R3    | Mugello Circuit, Scarperia e San Piero | 13 de julio      | Brandon Maïsano | Lance Stroll   | Brandon Maïsano | Prema Powerteam           | Brandon Maïsano |
| 4     | R1    | Autodromo dell'Umbria, Magione         | 3 de agosto      | Lance Stroll    | Lance Stroll   | Lance Stroll    | Prema Powerteam           | Brandon Maïsano |
| 4     | R2    | Autodromo dell'Umbria, Magione         | 3 de agosto      |                 | Andrea Fontana | Andrea Fontana  | Euronova Racing by Fortec | Ali Al-Khalifa  |
| 4     | R3    | Autodromo dell'Umbria, Magione         | 3 de agosto      | Brandon Maïsano | Lance Stroll   | Brandon Maïsano | Prema Powerteam           | Brandon Maïsano |
| 5     | R1    | Vallelunga Circuit, Campagnano di Roma | 13 de septiembre | Brandon Maïsano | Lance Stroll   | Brandon Maïsano | Prema Powerteam           | Brandon Maïsano |
| 5     | R2    | Vallelunga Circuit, Campagnano di Roma | 14 de septiembre |                 | Lance Stroll   | Lance Stroll    | Prema Powerteam           | Brandon Maïsano |
| 5     | R3    | Vallelunga Circuit, Campagnano di Roma | 14 de septiembre | Brandon Maïsano | Mattia Drudi   | Lance Stroll    | Prema Powerteam           | Brandon Maïsano |
| 6     | R1    | Autodromo Nazionale di Monza, Monza    | 27 de septiembre | Mattia Drudi    | Lucas Mauron   | Mattia Drudi    | F & M                     | Sennan Fielding |
| 6     | R2    | Autodromo Nazionale di Monza, Monza    | 28 de septiembre |                 | Mattia Drudi   | Mattia Drudi    | F & M                     | Sennan Fielding |
| 6     | R3    | Autodromo Nazionale di Monza, Monza    | 28 de septiembre | Brandon Maïsano | Mattia Drudi   | Mattia Drudi    | F & M                     | Brandon Maïsano |
| 7     | R1    | Autodromo Enzo e Dino Ferrari, Imola   | 11 de octubre    | Brandon Maïsano | Mattia Drudi   | Brandon Maïsano | Prema Powerteam           | Brandon Maïsano |
| 7     | R2    | Autodromo Enzo e Dino Ferrari, Imola   | 11 de octubre    |                 | João Vieira    | Sennan Fielding | Euronova Racing by Fortec | Sennan Fielding |
| 7     | R3    | Autodromo Enzo e Dino Ferrari, Imola   | 12 de octubre    | Brandon Maïsano | João Vieira    | Brandon Maïsano | Prema Powerteam           | Brandon Maïsano |

Notas 1. 
2. 

## Clasificación del campeonato
Los puntos se otorgaron de la siguiente manera:
|           | 1  | 2  | 3  | 4  | 5  | 6 | 7 | 8 | 9 | 10 | Tiempo más rápido en Quali | Vuelta rápida |
| --------- | -- | -- | -- | -- | -- | - | - | - | - | -- | -------------------------- | ------------- |
| Carrera 1 | 25 | 18 | 15 | 12 | 10 | 8 | 6 | 4 | 2 | 1  | 5                          | 1             |
| Carrera 3 | 25 | 18 | 15 | 12 | 10 | 8 | 6 | 4 | 2 | 1  | 5                          | 1             |
| Carrera 2 | 13 | 11 | 9  | 6  | 5  | 4 | 2 | 1 |   |    |                            | 1             |

La clase del Trofeo de la F4 italiana tenía el mismo sistema de puntos pero sin puntos para el tiempo más rápido en las sesiones de calificación y las vueltas más rápidas.

### Posiciones de pilotos
| Pos                | Piloto               | ADR | ADR | ADR | IMO | IMO | IMO | MUG | MUG | MUG | MAG | MAG | MAG | VAL | VAL | VAL | MNZ | MNZ | MNZ | IMO | IMO | IMO | Pts |
| Pos                | Piloto               | R1  | R2  | R3  | R1  | R2  | R3  | R1  | R2  | R3  | R1  | R2  | R3  | R1  | R2  | R3  | R1  | R2  | R3  | R1  | R2  | R3  | Pts |
| ------------------ | -------------------- | --- | --- | --- | --- | --- | --- | --- | --- | --- | --- | --- | --- | --- | --- | --- | --- | --- | --- | --- | --- | --- | --- |
| 1                  | Lance Stroll         | 1   | 2   | 7   | 1   | 2   | 1   | 2   | 1   | 6   | 1   | Ret | 2   | 2   | 1   | 1   | 4   | 3   | Ret | WD  | WD  | WD  | 331 |
| 2                  | Mattia Drudi         | 6   | 11  | Ret | 8   | 1   | 14  | 4   | 5   | 18  | 4   | 4   | 4   | 4   | 9   | 3   | 1   | 1   | 1   | 5   | Ret | 2   | 237 |
| 3                  | Andrea Russo         | 3   | 3   | 1   | 4   | 10  | Ret | 6   | 2   | 2   | 7   | 2   | 5   | Ret | 14  | 7   | 5   | Ret | 5   | DSQ | 7   | 4   | 200 |
| 4                  | Leonardo Pulcini     | 8   | 4   | 2   | 3   | 5   | 5   | 3   | 10  | 14  | 3   | 7   | 3   | 6   | 5   | 5   | Ret | Ret | 9   | 4   | 17  | 3   | 187 |
| 5                  | Alain Valente        | 7   | 20  | 4   | 6   | 4   | 7   | 7   | 8   | 3   | 5   | 12  | 7   | 5   | 3   | 8   | 8   | 4   | 4   | 18  | 12  | Ret | 159 |
| 6                  | Andrea Fontana       |     |     |     | 11  | 9   | 11  | 17  | 9   | 5   | 10  | 1   | 6   | 8   | 2   | 10  | 7   | 13  | 17  | 2   | 4   | 7   | 116 |
| 7                  | João Vieira          | 14  | 9   | Ret | 17  | 14  | 12  | 5   | 6   | 4   | 6   | Ret | 13  | 7   | 6   | 6   | Ret | 7   | 3   | 19  | 9   | 12  | 93  |
| 8                  | Takashi Kasai        | 12  | 6   | 5   | 9   | 7   | Ret | 10  | 4   | 19  | 12  | 6   | 8   | 3   | 10  | 4   | Ret | DNS | DNS |     |     |     | 83  |
| 9                  | Ivan Matveev         | 10  | Ret | 6   | 13  | 6   | 4   | 14  | 15  | 12  | 19  | 9   | 17  | 12  | Ret | 9   | 10  | 12  | 8   | 9   | 2   | 5   | 76  |
| 10                 | Lucas Mauron         | 15  | 8   | 8   | 12  | Ret | 9   | 11  | 14  | 11  | 11  | 8   | 14  | 13  | 17  | 13  | 6   | Ret | 11  | 7   | 5   | 15  | 49  |
| 11                 | Matteo Desideri      |     |     |     |     |     |     |     |     |     | 9   | 3   | Ret | Ret | 11  | 12  | 9   | Ret | 6   | 3   | Ret | Ret | 48  |
| 12                 | Mahaveer Raghunathan |     |     |     | 14  | 17  | 8   | 19  | 13  | 8   | 20  | 18  | 19  | 14  | 12  | 15  | 11  | 6   | 12  | 6   | 6   | 6   | 45  |
| 13                 | Matteo Cairoli       | 4   | Ret | DNS | 21  | 16  | 3   |     |     |     |     |     |     |     |     |     |     |     |     |     |     |     | 33  |
| 14                 | Edi Haxhiu           | 16  | 15  | 10  | 18  | 18  | 6   | 16  | 16  | 13  | 15  | 14  | 10  | 9   | 8   | 16  | Ret | 8   | 10  | 14  | 8   | 9   | 32  |
| 15                 | Bar Baruch           | 17  | 10  | 15  | Ret | 12  | 10  | 15  | 11  | 7   | 8   | 5   | 9   | 11  | 7   | Ret | 15  | Ret | 13  | 16  | 10  | 13  | 32  |
| 16                 | Robert Shwartzman    |     |     |     |     |     |     |     |     |     |     |     |     |     |     |     | Ret | 5   | 7   | 8   | 11  | 8   | 26  |
| 17                 | Ukyo Sasahara        | 5   | 1   | Ret |     |     |     |     |     |     |     |     |     |     |     |     |     |     |     |     |     |     | 25  |
| 18                 | Gustavo Bandeira     | 9   | 13  | Ret | 10  | 8   | 15  | 8   | 7   | 9   | 14  | 11  | Ret |     |     |     |     |     |     |     |     |     | 24  |
| 19                 | Zackary Dante        | 21  | 18  | 14  | 7   | Ret | Ret | 13  | 19  | 10  | 16  | 15  | 12  | 16  | 15  | 17  |     |     |     |     |     |     | 12  |
| 20                 | Max Defourny         | 11  | 7   | 9   |     |     |     |     |     |     |     |     |     |     |     |     |     |     |     |     |     |     | 9   |
| 21                 | Nico Rindlisbacher   | 13  | 14  | 11  | 16  | Ret | 13  | 12  | 12  | 15  | 13  | 10  | 15  | 15  | 16  | 15  | 12  | 9   | 14  | 13  | Ret | 14  | 4   |
| 22                 | Shinji Sawada        |     |     |     |     |     |     |     |     |     |     |     |     |     |     |     |     |     |     | 11  | 16  | 10  | 2   |
| 23                 | Jonathan Giudice     | 20  | 17  | Ret | 20  | 15  | Ret | Ret | Ret | 20  | 17  | 16  | 16  |     |     |     | 14  | 10  | 16  | 12  | 15  | Ret | 1   |
| 24                 | Giovanni Altoè       | 19  | 19  | 16  | 19  | 13  | Ret | 18  | 18  | 16  | Ret | 13  | 11  | Ret | Ret | 14  |     |     |     |     |     |     | 1   |
| Trofeo F4 Italiano |                      |     |     |     |     |     |     |     |     |     |     |     |     |     |     |     |     |     |     |     |     |     |     |
| 1                  | Brandon Maïsano      | 2   | 5   | 3   | 2   | 3   | 2   | 1   | 3   | 1   | 2   | Ret | 1   | 1   | 4   | 2   | 3   | Ret | 2   | 1   | 3   | 1   | 406 |
| 2                  | Ali Al-Khalifa       | 22  | 16  | 12  | 15  | 11  | Ret | DNS | 20  | 17  | 18  | 17  | 18  | 17  | 18  | Ret | 13  | 11  | 15  | 15  | 14  | Ret | 230 |
| 3                  | Keith Camilleri      | 18  | 12  | 13  | 5   | Ret | DSQ | 9   | 17  | Ret |     |     |     | 10  | 13  | 11  |     |     |     | 17  | 13  | 11  | 177 |
| 4                  | Sennan Fielding      |     |     |     |     |     |     |     |     |     |     |     |     |     |     |     | 2   | 2   | Ret | 10  | 1   | Ret | 69  |
| Pos                | Driver               | R1  | R2  | R3  | R1  | R2  | R3  | R1  | R2  | R3  | R1  | R2  | R3  | R1  | R2  | R3  | R1  | R2  | R3  | R1  | R2  | R3  | Pts |
| Pos                | Driver               | ADR | ADR | ADR | IMO | IMO | IMO | MUG | MUG | MUG | MAG | MAG | MAG | VAL | VAL | VAL | MNZ | MNZ | MNZ | IMO | IMO | IMO | Pts |

| Color     | Resultado                                                               |
| --------- | ----------------------------------------------------------------------- |
| Oro       | Ganador                                                                 |
| Plata     | 2.ª plaza                                                               |
| Bronce    | 3.ª plaza                                                               |
| Verde     | Finalizó en los puntos                                                  |
| Azul      | Finalizó sin puntos                                                     |
| Azul      | NC - No clasificado                                                     |
| Violeta   | Ret - No terminó (Carrera)                                              |
| Rojo      | DNQ - No se clasificó                                                   |
| Negro     | DSQ - Descalificado                                                     |
| Blanco    | DNS - No empezó (carrera)                                               |
| Blanco    | WD - Retirado (fin de semana)                                           |
| Blanco    | C - Carrera cancelada                                                   |
| Sin color | DNP - Inscrito pero no participó                                        |
| Sin color | INJ - Lesionado                                                         |
| Sin color | EX - Excluido                                                           |
| Estado    | Resultado                                                               |
| Negrita   | Pole position                                                           |
| Cursiva   | Vuelta rápida                                                           |
| †         | Abandona, pero clasifica al completar el porcentaje requerido para ello |

### Posiciones de los equipos
| Pos | Equipo                    | ADR | ADR | ADR | IMO | IMO | IMO | MUG | MUG | MUG | MAG | MAG | MAG | VAL | VAL | VAL | MNZ | MNZ | MNZ | IMO | IMO | IMO | Pts |
| Pos | Equipo                    | R1  | R2  | R3  | R1  | R2  | R3  | R1  | R2  | R3  | R1  | R2  | R3  | R1  | R2  | R3  | R1  | R2  | R3  | R1  | R2  | R3  | Pts |
| --- | ------------------------- | --- | --- | --- | --- | --- | --- | --- | --- | --- | --- | --- | --- | --- | --- | --- | --- | --- | --- | --- | --- | --- | --- |
| 1   | Prema Powerteam           | 1   | 2   | 5   | 1   | 2   | 1   | 2   | 1   | 6   | 1   | 6   | 2   | 2   | 1   | 1   | 4   | 3   | Ret | WD  | WD  | WD  | 303 |
| 2   | Euronova Racing by Fortec | 5   | 1   | 2   | 3   | 5   | 5   | 3   | 9   | 5   | 3   | 1   | 3   | 6   | 2   | 5   | 7   | 13  | 9   | 2   | 4   | 7   | 245 |
| 3   | F & M                     | 6   | 11  | 16  | 8   | 1   | 8   | 4   | 5   | 8   | 4   | 4   | 4   | 4   | 9   | 3   | 1   | 1   | 1   | 5   | 6   | 2   | 234 |
| 4   | Jenzer Motorsport         | 7   | 8   | 4   | 6   | 4   | 7   | 7   | 8   | 3   | 5   | 8   | 7   | 5   | 3   | 8   | 6   | 4   | 4   | 7   | 5   | 14  | 183 |
| 5   | Antonelli Motorsport      | 4   | 9   | Ret | 17  | 14  | 3   | 5   | 6   | 4   | 6   | 3   | 13  | 7   | 6   | 6   | 5   | 7   | 3   | 3   | 7   | 4   | 183 |
| 6   | Diegi Motorsport          | 3   | 3   | 1   | 4   | 10  | Ret | 6   | 2   | 2   | 7   | 2   | 5   |     |     |     | 14  | 10  | 16  | 12  | 15  | Ret | 148 |
| 7   | SMP Racing by Euronova    | 10  | Ret | 6   | 13  | 6   | 4   | 14  | 15  | 12  | 19  | 9   | 17  | 12  | Ret | 9   | 10  | 12  | 8   | 9   | 2   | 5   | 76  |
| 8   | Cram Motorsport           | 11  | 7   | 9   | 18  | 18  | 6   | 16  | 16  | 13  | 15  | 14  | 10  | 9   | 8   | 16  | Ret | 5   | 7   | 8   | 8   | 8   | 59  |
| 9   | DAV Racing                | 9   | 13  | Ret | 10  | 8   | 15  | 8   | 7   | 9   | 14  | 11  | Ret |     |     |     | Ret | Ret | 9   | 4   | 17  | 3   | 53  |
| 10  | Israel F4                 | 17  | 10  | 15  | Ret | 12  | 10  | 15  | 11  | 7   | 8   | 5   | 9   | 11  | 7   | Ret | 15  | Ret | 13  | 16  | 10  | 13  | 34  |
| 11  | Malta Formula Racing      | 21  | 18  | 14  | 7   | Ret | Ret | 13  | 19  | 10  | 16  | 15  | 12  | 16  | 15  | 17  |     |     |     |     |     |     | 12  |
| Pos | Driver                    | R1  | R2  | R3  | R1  | R2  | R3  | R1  | R2  | R3  | R1  | R2  | R3  | R1  | R2  | R3  | R1  | R2  | R3  | R1  | R2  | R3  | Pts |
| Pos | Driver                    | ADR | ADR | ADR | IMO | IMO | IMO | MUG | MUG | MUG | MAG | MAG | MAG | VAL | VAL | VAL | MNZ | MNZ | MNZ | IMO | IMO | IMO | Pts |

## Trofeo italiano de invierno F4

### Equipos y pilotos
| Equipo               | Pilotos           |
| -------------------- | ----------------- |
| Adria Motorsport     | Giovanni Altoè    |
| Adria Motorsport     | Jonathan Cecotto  |
| Adria Motorsport     | Gianluca Gabbiani |
| Antonelli Motorsport | João Vieira       |
| Antonelli Motorsport | Matteo Desideri   |
| Diegi Motorsport     | Jan Delgard       |
| Israel F4            | Bar Baruch        |
| Israel F4            | Luis Breuer       |
| Prema Powerteam      | Ralf Aron         |
| Prema Powerteam      | Guanyu Zhou       |

### Calendario de carreras y resultados
Todas las carreras se llevaron a cabo en Adria International Raceway en Italia.
| Raza | Circuito                           | Fecha          | Pole      | Vuelta rápida | Piloto ganador | Equipo ganador       |
| ---- | ---------------------------------- | -------------- | --------- | ------------- | -------------- | -------------------- |
| R1   | Adria International Raceway, Adria | 2 de noviembre | Ralf Aron | João Vieira   | Ralf Aron      | Prema Powerteam      |
| R2   | Adria International Raceway, Adria | 2 de noviembre | Ralf Aron | Ralf Aron     | João Vieira    | Antonelli Motorsport |

### Resultados
| Conductor         | ADR | ADR |
| Conductor         | R1  | R2  |
| ----------------- | --- | --- |
| Ralf Aron         | 1   | 2   |
| João Vieira       | 2   | 1   |
| Guanyu Zhou       | 3   | 3   |
| Matteo Desideri   | 4   | 5   |
| Jan Delgard       | 6   | 4   |
| Luis Breuer       | 5   | 6   |
| Bar Baruch        | 7   | 7   |
| Jonathan Cecotto  | 8   | 8   |
| Gianluca Gabbiani | 10  | 9   |
| Giovanni Altoè    | 9   | 10  |